# British Aerospace

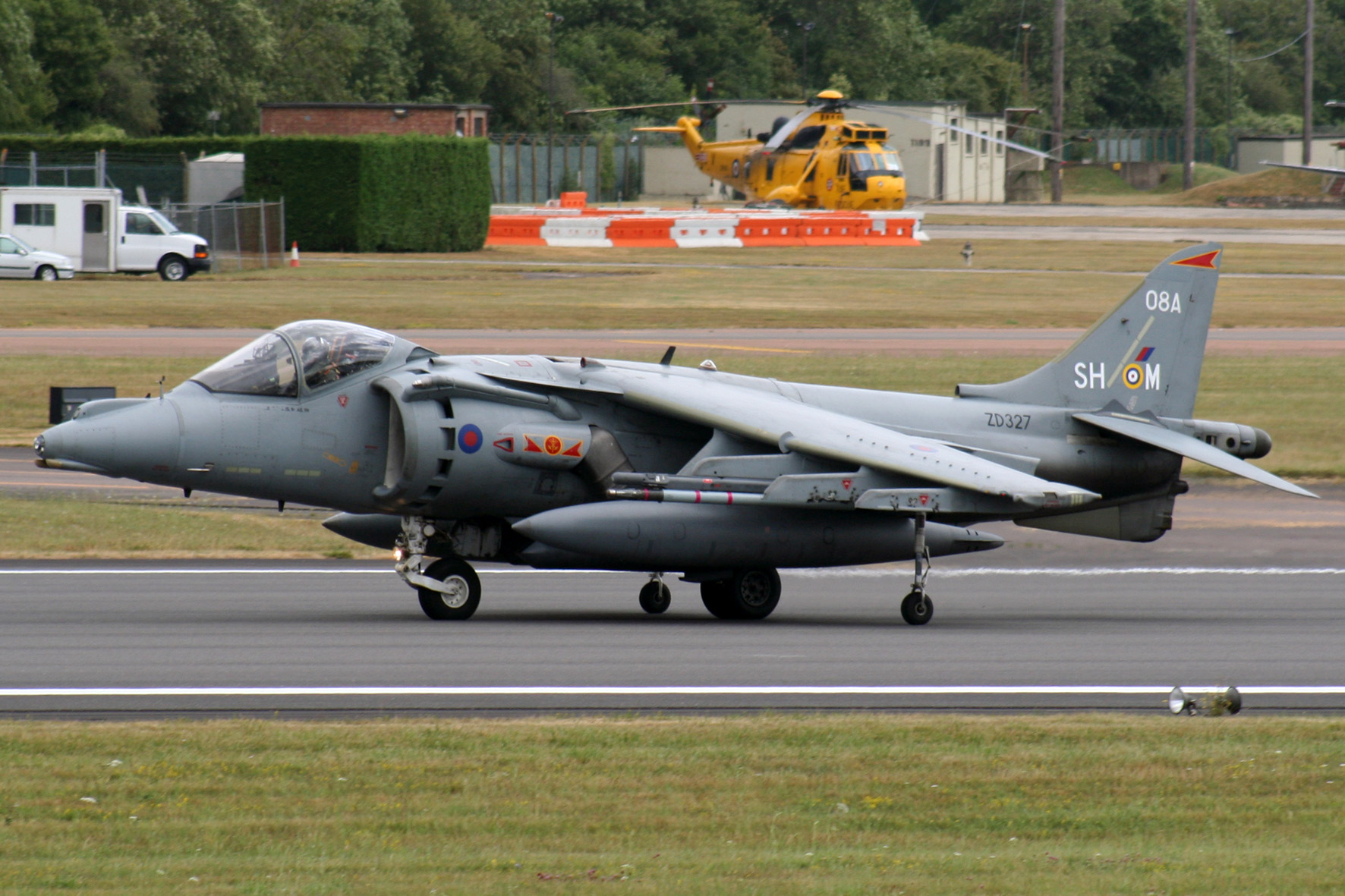
BAe Harrier II GR.9

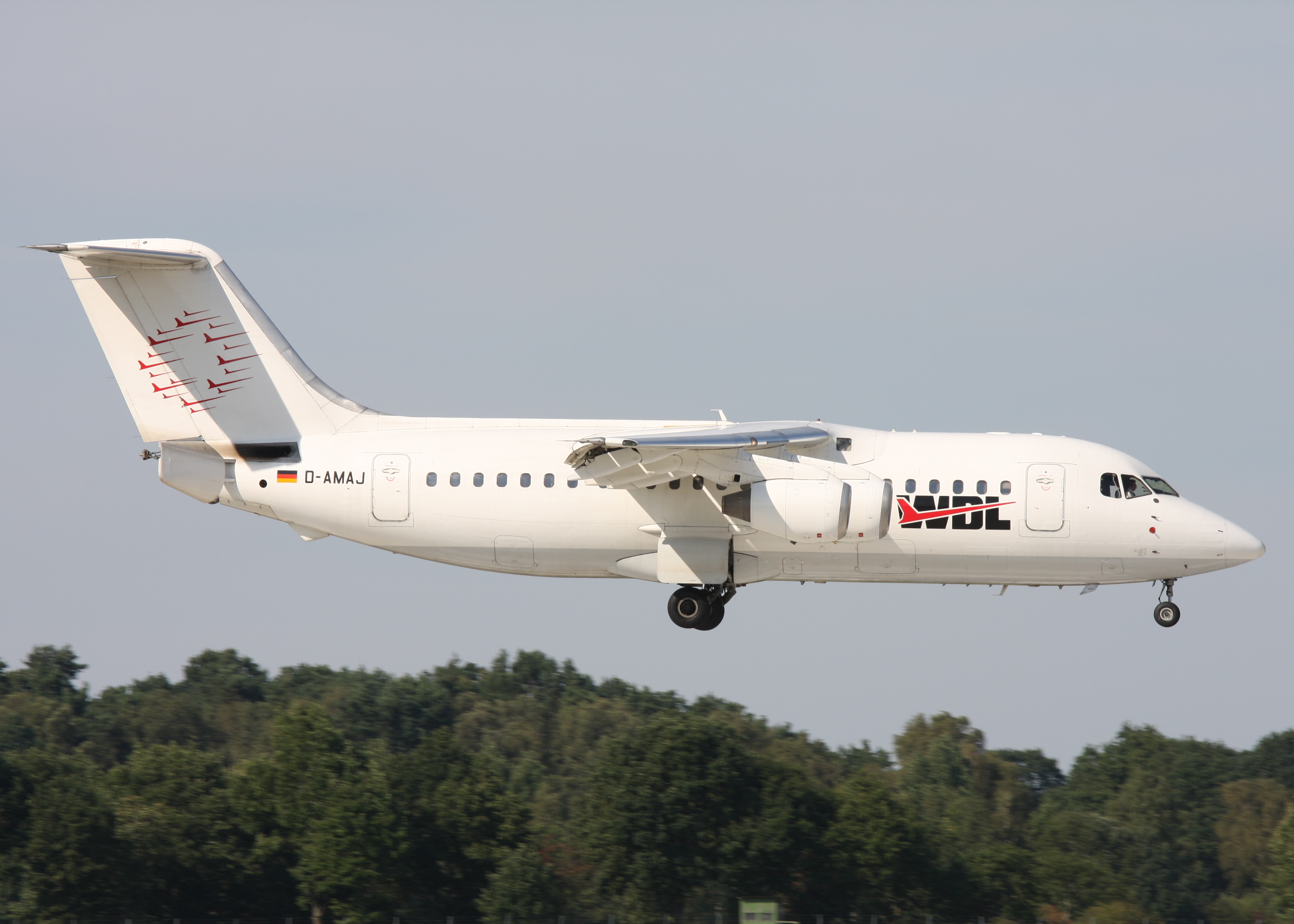
BAe 146

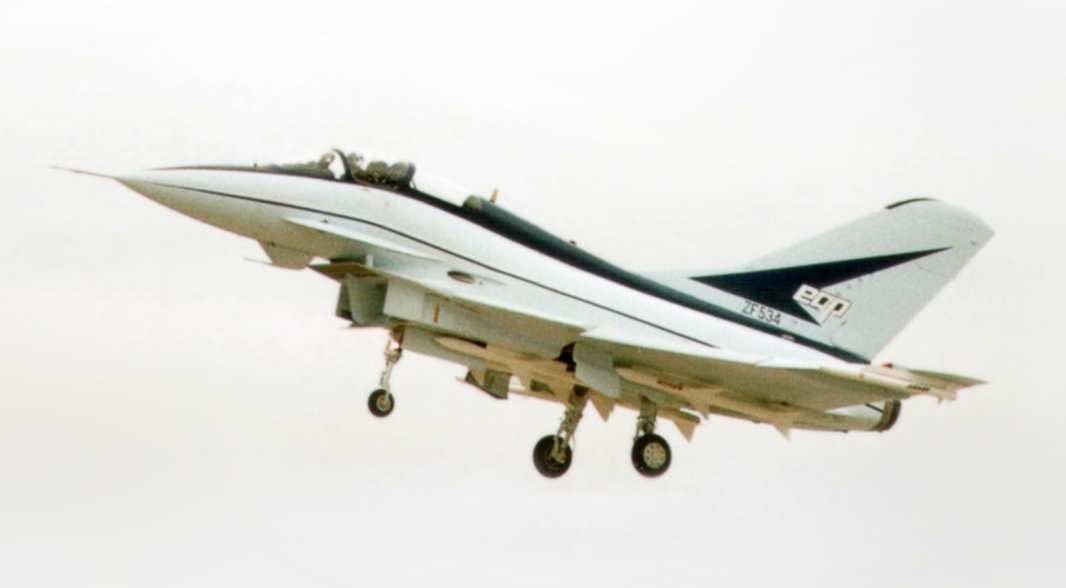
BAe EAP

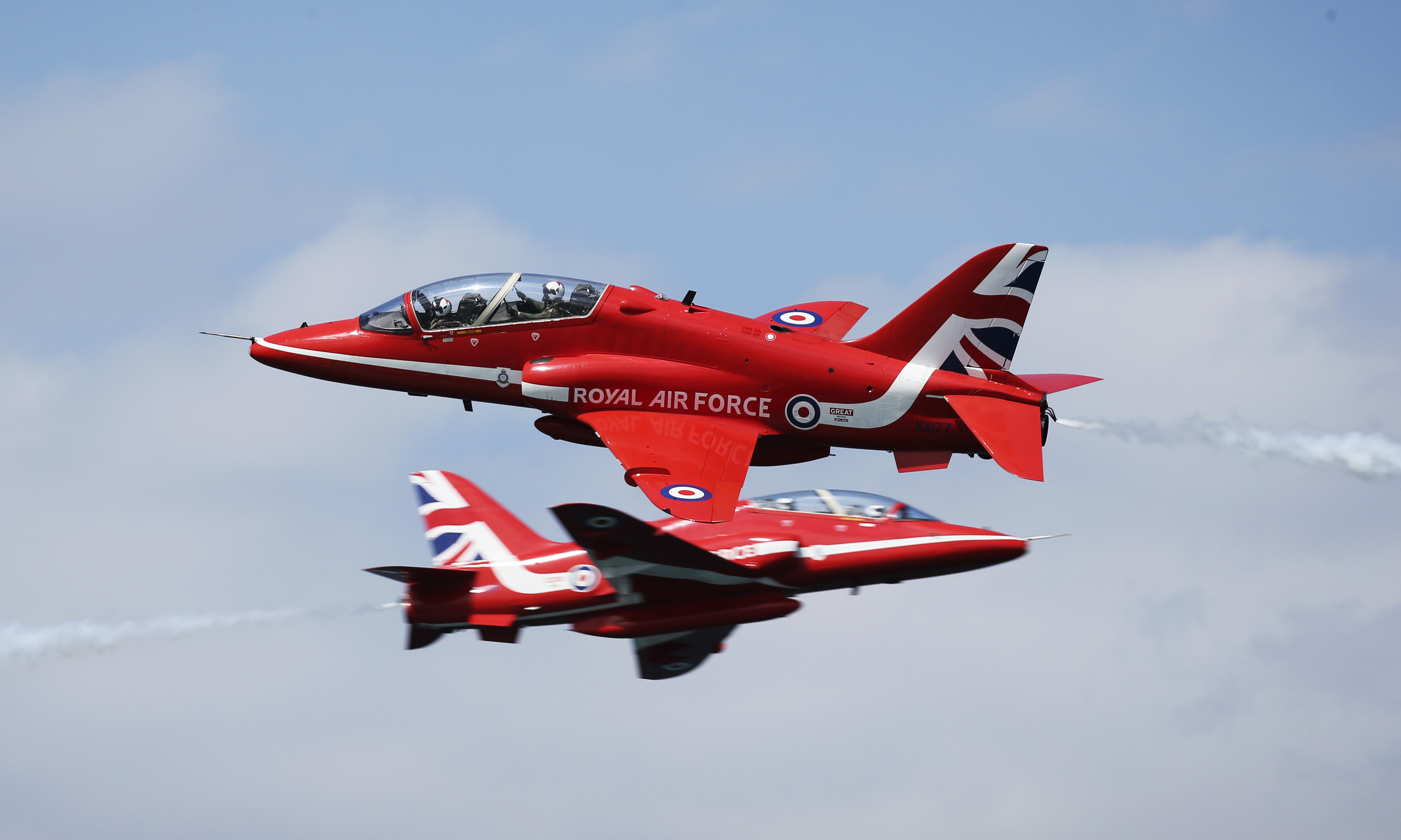
BAe Hawk

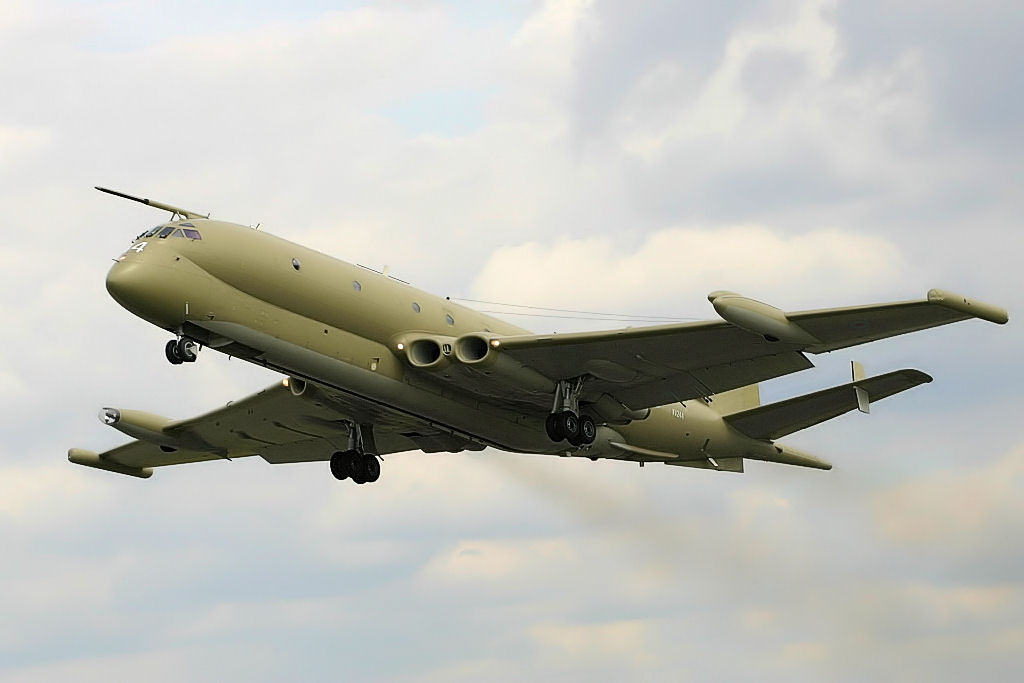
BAe Nimrod MR.2

British Aerospace (BAe) – brytyjskie przedsiębiorstwo branży lotniczej i zbrojeniowej, powstałe w 1977 roku z połączenia spółek British Aircraft Corporation, Hawker Siddeley Aviation, Hawker Siddeley Dynamics i Scottish Aviation. W 1999 roku po połączeniu z Marconi Electronic Systems przekształciło się w BAE Systems.

## Historia
British Aerospace powstało w 1977 roku w wyniku nacjonalizacji i połączenia spółek British Aircraft Corporation, Hawker Siddeley Aviation, Hawker Siddeley Dynamics i Scottish Aviation, dokonanej przez rząd laburzystów. W 1981 roku konserwatywny rząd Margaret Thatcher dokonał reprywatyzacji przedsiębiorstwa, wprowadzając je na giełdę, zachowując 48,43% udziałów w spółce. Pozostałe udziały sprzedane zostały w 1985 roku, zachowując jedynie pojedynczą złotą akcję, która stanowiła zabezpieczenie przed ewentualnym przejęciem spółki przez kapitał zagraniczny.
W 1979 roku BAe przystąpiło do międzynarodowego konsorcjum Airbus, stając się jego 20% udziałowcem (pozostałymi współudziałowcami były Aérospatiale, DASA i CASA), celem którego była produkcja samolotów pasażerskich. W 1986 roku zapoczątkowana została współpraca między BAe, Aeritalią, CAS-ą i DAS-ą w ramach spółki Eurofighter GmbH, stojącej za opracowaniem samolotu myśliwskiego Eurofighter Typhoon.
W 1987 roku BAe stało się właścicielem przedsiębiorstwa zbrojeniowego Royal Ordnance, a rok później spółki motoryzacyjnej Rover Group. Na początku lat 90. przedsiębiorstwo doświadczyło problemów finansowych. Zadecydowano wówczas o sprzedaży działów przedsiębiorstwa niezwiązanych z sektorem stanowiącym podstawę jego działalności – lotnictwem cywilnym i wojskowym.
W drugiej połowie lat 90. BAe kooperowało z przedsiębiorstwami Saab, w zakresie produkcji myśliwca JAS 39 Gripen, oraz Lockheed Martin, uczestnicząc w projekcie Joint Strike Fighter, którego owocem był samolot F-35 Lightning II.
W 1999 roku BAe połączyło się ze spółką Marconi Electronic Systems, specjalizującą się w elektronice wojskowej, dając początek spółce BAE Systems.

## Produkty

### Samoloty
W nawiasach podane pierwotne nazwy samolotów, których produkcja rozpoczęła się przed utworzeniem British Aerospace w 1977 roku.
- BAe 125(inne języki) (Hawker Siddeley HS 125)[5]
- BAe 146[1]
- BAe ATP[1]
- BAe EAP(inne języki)[1]
- BAe Hawk (Hawker Siddeley Hawk)[1]
- BAe Jetstream 31[6]
- BAe Jetstream 41[6]
- BAe Concorde (BAC/Aérospatiale Concorde)[7]
- BAe 748 (Avro 748, Hawker Siddeley HS 748)[8]
- BAe Strikemaster (BAC Strikemaster)[9]
- BAe Harrier (Hawker Siddeley Harrier)[1]
  - BAe Harrier II GR.9(inne języki)
  - BAe Sea Harrier(inne języki)
- BAe Nimrod (Hawker Siddeley Nimrod)[10]
- Eurofighter Typhoon (we współpracy międzynarodowej)[1]
- Panavia Tornado (we współpracy międzynarodowej)[1]
- SEPECAT Jaguar (we współpracy międzynarodowej)[11]

### Pociski
- ALARM[12]
- Rapier[2]
- Sea Dart[13]
- Sea Eagle[14]
- Sea Skua[15]
- Sea Wolf[16]
- Skyflash(inne języki)[17]